# 張再添
張再添（1965年12月31日—2001年9月16日），臺灣臺北縣新店市人，義勇消防人員（義消），2001年納莉颱風時在安坑五重溪殉身，於安康森林公園立有銅像紀念。

## 殉身
張再添從事爐具生意，新店安康消防分隊成立時就加入作義消。平常他將所有救災裝備放在自己車上，一聽到消防車出動，就跑第一趕到現場支援，由於救災認真，被委任為代理班長。張再添弟弟張再發則從事貨車司機，也加入安康消防分隊作義消。

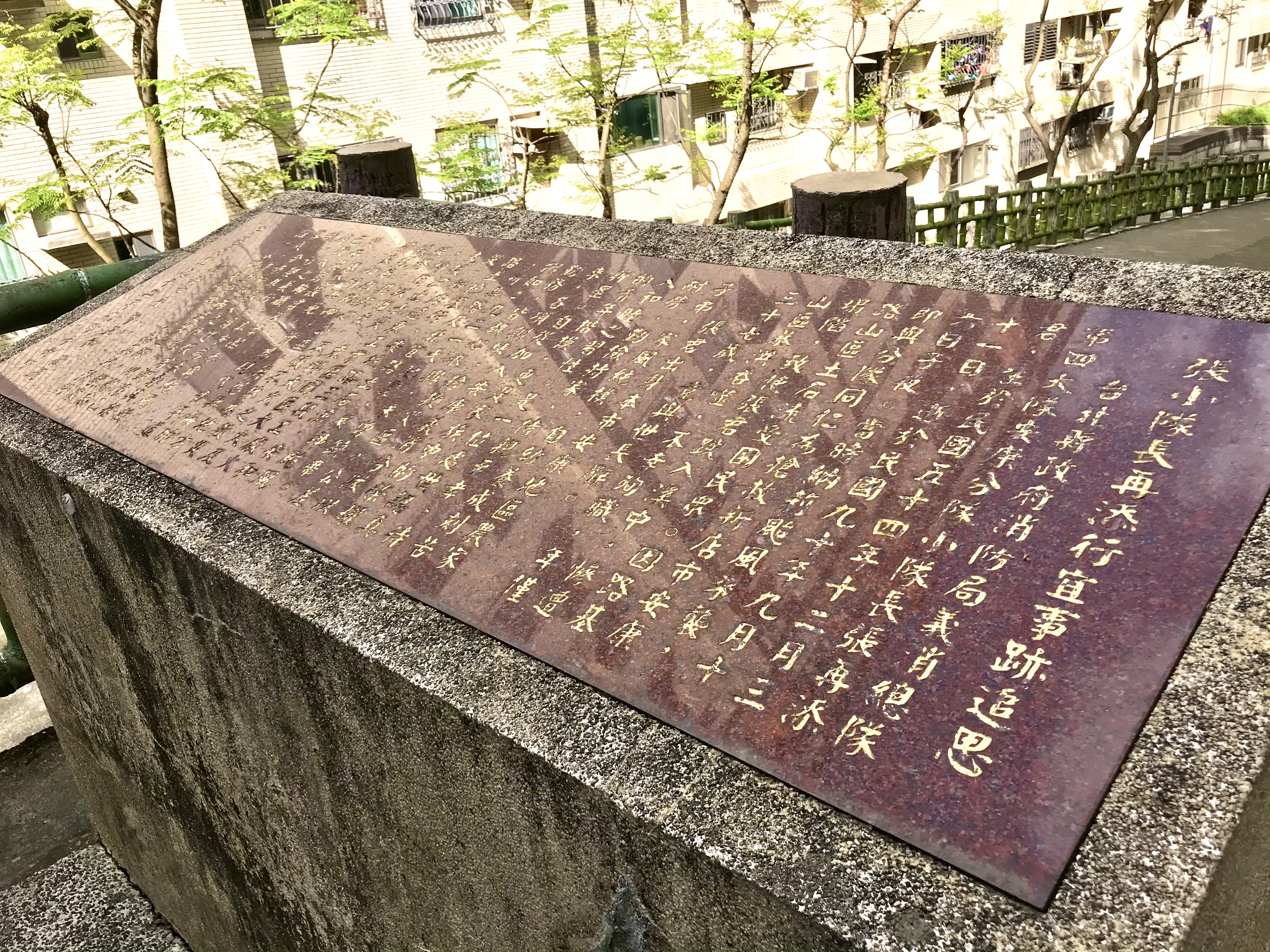
記載有生卒、出身地的銘文。

張再添妻子陳音芝回憶丈夫每次救災都可能發生危險，但從不叫苦。2001年9月16日，納莉颱風來襲，晚上11點13分（UTC+8），消防局據報新店市安泰路157-3號附近發生土石流，多名居民受困，張再添等四人前往協助疏散。他們接三名工人共乘下山後，迄晚間11時40分左右開車路過五重溪畔，突然車子卡住。張再添發現協勤車右前輪被卡住，雖連繫拖吊車前往，但因擔心不趕快宣導疏散，可能造成慘重傷亡，便和消防員李俊賢、消防役男林佳霖消遂冒著大風雨下車，將車輛抬起脫困，不料三人一用力，路面忽然塌陷，皆滑落溪中，僅李俊賢與林佳霖抓住車子保險桿未被沖走。經緊急搶救，在約150公尺左右找到張再添的一只鞋子。台北縣消防局據報，立即調度消防和義消共八十餘人趕往，漏夜打撈，但未找到張再添。
張再添六十多歲的老父張兩全得知後，也去現場尋找兒子下落，並抱持海軍陸戰隊退伍的兒子能克服水難的希望。9月23日，張再添遺體在板橋市華江橋上游200公尺水域被發現。10月25日公祭時，總統府秘書長游錫堃、副秘書長簡又新到場致祭，台北縣長蘇貞昌將追晉證書頒給張再添幼子張思凱，消防署長趙鋼另頒發三等三級榮譽獎章，來自全台灣各地義消近千人參與。

## 身後
此後，新北市消防局就會在中元普渡於主普壇放上張再添的牌位。
2002年1月3日，消防發展基金會秘書賴明宏、義消總隊長趙永清代表基金會，頒新臺幣300萬元給遺屬。家屬將各界捐贈的慰問金、急難救助金，集資購置造價新臺幣170萬元的德國進口救護車，取名「再添號」，於4月8日捐給安康消防分隊。該年，張再添與同日殉職的汐止分局消防隊長葉胡龍入祀台北縣忠烈祠。
之前殉職而立像的新店消防員是李合豐。2004年9月，張再添銅像於安康森林公園豎立，雕像尺寸與一般人相當，穿戴消防衣帽、正要拋出救生繩的姿勢，由新店市長曾正和等人主持落成典禮。張再發在兄長去世後依然作義消，有時會獨自至安康森林公園，在兄長銅像前默默待著。